# An-8
An-8 (ros. Ан-8) – radziecki dwusilnikowy średni samolot transportowy, zaprojektowany w biurze konstrukcyjnym Olega Antonowa. Oznaczenie w kodzie NATO „Camp”. Samolot miał zastąpić samoloty transportowe Li-2 i Ił-12. Prototyp oblatany w 1956 roku, wyprodukowano ponad 150 sztuk samolotu. Produkowany równolegle z ulepszoną czterosilnikową wersją An-12.

## Historia

### Geneza
Na początku lat 50. w dobie rozpoczynającej się zimnej wojny pomiędzy mocarstwami, siły powietrzne Związku Radzieckiego nie dysponowały efektywnym samolotem transportowym, zdolnym sprostać wzrastającym wymaganiom współczesnej armii w zakresie przewozu coraz większych ładunków. W owym okresie trzon radzieckiego lotnictwa transportowego stanowiły wywodzące się z czasów II wojny światowej konstrukcje Li-2 i Ił-12. Z drugiej strony Atlantyku, powstawały konstrukcje przewyższające swoimi możliwościami to czym dysponowało ZSRR, samoloty Fairchild C-119 Flying Boxcar, Fairchild C-123 Provider, a na deskach kreślarskich znajdował się projekt Lockheed C-130 Hercules. Amerykańskie samoloty posiadały tylną rampę ładunkową, umożliwiającą sprawny załadunek i wyładunek wielkogabarytowych pojazdów, jak również szybkie desantowanie ładunków i żołnierzy. Żaden z posiadanych ówcześnie przez ZSRR samolotów transportowych nie posiadał takiej możliwości.

### Projekt
Sytuacja wymagała reakcji, zaprojektowania nowej maszyny transportowej, zdolnej zaspokoić potrzeby rozbudowywanych sił zbrojnych Związku Radzieckiego. Najbliższy realizacji okazał się być projekt Olega Antonowa z Państwowego Związkowego Biura Doświadczalno-Konstukcyjnego Wytwórni Nr 473 (GSOKB-473) z Kijowa. Antonow opracował wstępny projekt konstrukcji samolotu transportowego, z dużą tylną klapą załadunkową. Napędzanej dwoma silnikami turbośmigłowymi. Projekt otrzymał oznaczenie DT-5/8. 11 grudnia 1953 roku wydana została uchwała Rady Ministrów ZSRR nr 2922-1251, w myśl której, GSOKB-473 miało rozpocząć prace projektowe nad nowym, dwusilnikowym, turbośmigłowym samolotem transportowym. Równocześnie, biuro projektowe Aleksandra Iwczenki z Zaporoża otrzymało polecenie przystosowania silników TW-2 do instalacji na nowej konstrukcji. Prace, po wzmocnieniu kadr zespołu Antonowa nowo zatrudnionymi inżynierami posuwały się szybko. W lipcu 1954 roku ukończono wstępny projekt oznaczony jako Izdielije P (изделие П). Wybudowano pełnowymiarową makietę, która 26 października tego samego roku została pozytywnie zweryfikowana przez państwową komisję. Wśród potencjalnych rozwiązań, znalazła się opcja wyposażenia samolotu w silniki turboodrzutowe AŁ-7. Zrezygnowano z niej pozostając przy jednostkach turbośmigłowych. W 1955 roku ukończono modernizacje silnika TW-2. Nowa jednostka otrzymała oznaczenie TW-2T. Nowością dla biura Antonowa był kształt kadłuba, z dużym wycięciem pod tylną rampą ładunkową. Aby wykonać niezbędne obliczenia posiłkowano się testami przy użyciu modeli w skali 1:5 i 1:10. Ukończony prototyp, oznaczony jako An-8, oblatano 11 lutego 1956 roku.

### Próby

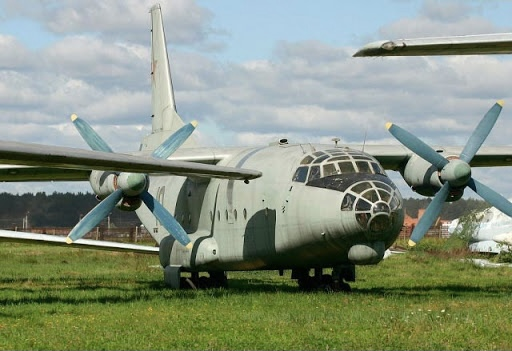
An-8, widok z przodu

Prototyp samolotu przeleciał do Boryspola, gdzie rozpoczęto próby fabryczne maszyny. 18 sierpnia 1956 roku samolot wziął udział w defiladzie powietrznej zorganizowanej w podmoskiewskim Tuszyno. Próby fabryczne zakończono 2 października tego samego roku i przekazano samolot do Państwowego Instytutu Naukowo-Badawczego Sił Powietrznych w celu przeprowadzenia prób państwowych. W trakcie ich realizacji najwięcej problemów sprawiały silniki. Problemem był ich rozruch, żywotność oceniono na 5 do 10 godzin pracy. W trakcie lotu na dużej wysokości wahaniom podlegała moc silników. Rozwiązaniem problemów miał być nowy silnik AI-20 jego zmodernizowana wersja AI-20D, o wystarczającej moc startowej rzędu 5500 KM. TW-2T miał moc startową 6250 KM, a AI-20 jedynie 4000 KM. Pomimo problemów z silnikami, próby państwowe ukończono 27 listopada 1956 roku. 4 kwietnia 1957 roku, uchwała Rady Ministrów ZSRR nr 373-184 nakazywała zespołowi projektantów samolotu wyeliminowanie wykrytych w trakcie prób usterek i przystosowanie maszyny do użycia nowych jednostek napędowych AI-20D. Po modernizacji, An-8 miał zostać skierowany do produkcji seryjnej w zakładach w Taszkiencie.
Prace nad dostosowaniem samolotu do nowych silników trwały sześć miesięcy. Dzięki temu, iż miały one niższą masę niż TW-2D, masa pustego samolotu spadła o trzy tony. 30 października 1957 roku rozpoczęto próby w locie z nowymi jednostkami, zakończono je 21 listopada 1958 roku. Pomimo modernizacji, AI-20D nie uzyskał deklarowanej przez producenta mocy startowej 5500 KM. Mając już jednak w fabryce w Taszkiencie na linii produkcyjnej osiem, prawie ukończonych pierwszych maszyn seryjnych, Ministerstwo Przemysłu Lotniczego, wraz z Siłami Powietrznymi, podjęło decyzję o przyjęciu An-8 do eksploatacji wraz z silnikami AI-20D o mocy startowej rzędu 5180 KM. Elementem, który postawił pod znakiem zapytania sens dalszej produkcji samolotu był oblot zdecydowanie bardziej rozwiniętej konstrukcji, powstałej z wykorzystaniem doświadczeń wyniesionych przy projektowaniu An-8, transportowego An-12, tego samego biura konstrukcyjnego. Oleg Antonow wraz z Ministrem Przemysłu Lotniczego Piotrem Diemientjewem wystosowali osobisty list do I sekretarza Komitetu Centralnego Komunistycznej Partii Związku Radzieckiego Nikity Chruszczowa, w którym nalegali na równoległą produkcję obydwu typów maszyn. Ich zdaniem, An-8, lepiej nadawał się do przewozu średnich ładunków niż An-12, przystosowany do przewozu ładunków o zdecydowanie większej masie.

### Produkcja seryjna
Pod koniec 1958 roku w powietrze po raz pierwszy wzbił się ukończony w Taszkiencie, seryjny An-8. Zmodernizowany w porównaniu do prototypu. Między innymi wzmocniono konstrukcje kadłuba, zmodyfikowano system sterowania podwoziem i układ przeciwoblodzeniowy. Produkcja seryjna trwała jedynie trzy lata, od 1958 roku do 1961 roku, wyprodukowano od 148 do 151 egzemplarzy (w zależności od źródeł). Seryjnie produkowana była standardowa wersja, zdolna do przewozu 60 żołnierzy lub 40 spadochroniarzy lub 11 ton ładunku.

## Wersje[2]
- Izdielije P – prototyp samolotu
- An-8T – specjalistyczna, pojedyncza wersja przystosowana do przewozu paliwa (lotniczego, samochodowego, rakietowego), produkty ropopochodne. W zależności od ładunku, we wnętrzu ładowni wyposażonej w dodatkowy system gaśniczy, umieszczono dwa 300 litrowe zbiorniki, w których transportowano paliwo lub 5000 l zbiornik na utleniacze na bazie kwasu azotowego lub 11 tonowy zbiornik na ciekły tlen.
- An-8RU – pojedynczy samolot, na którym w ogonowej części zainstalowano dwa prochowe silniki startowe SPRD-159. Według zamysłu projektantów, ich użycie miało pozwolić na zwiększenie masy startowej samolotu bez uszczerbku dla prędkości wznoszenia z uszkodzonym jednym silnikiem. 16 września 1964 roku, podczas próby na lotnisku Kijów-Hostomel samolot uległ katastrofie.
- An-8PS – niezrealizowana, wersja poszukiwawczo-ratownicza. Samolot miał być przystosowany do działań poszukiwawczych nad lądem i nad morzem. Po wykryciu potrzebujących pomocy, załoga miała udzielić wsparcia zrzucając przewożony w ładowni sprzęt ratowniczy: łodzie ratunkowe, żywność, wodę, lekarstwa.
- An-8Sz – niezrealizowana wersja szkolna, przeznaczona do szkolenia nawigatorów. Wnętrze ładowni miało zostać przystosowane do pracy 16 kursantów i dwóch instruktorów.
- An-8M – niezrealizowana wersja przeznaczona do poszukiwania i wykrywania łodzi podwodnych. Samolot miał być uzbrojony w bomby głębinowe umieszczone w specjalnej komorze w podłodze maszyny. W skład załogi miał wejść dodatkowy członek, operator systemów poszukiwawczych okrętów podwodnych.
- Izdielije N (изделие «Н») – niezrealizowana wersja pasażerska samolotu. Pierwotnie konstruktorzy planowali budowę obydwu wersji, towarowej i pasażerskiej równolegle. Jednak po wybudowaniu pełnowymiarowej makiety wersji pasażerskiej, dalsze prace zostały wstrzymane. Elementem decyzji była opinia Nikity Chruszczowa, który wyraził wolę kontynuowania budowy, bezpieczniejszej jego zdaniem, czterosilnikowej wersji pasażerskiej. Efektem zmiany priorytetów był An-10. Wersja pasażerska różniła się od towarowej wydłużonym, hermetyzowanym kadłubem, z unikatowym układem foteli pasażerskich. Miały być one zamontowane oparciami przodem do kierunku lotu. Pozostawiono tylną rampę ładunkową, przydatną w przypadku konwersji samolotu do wersji towarowej. W wersji pasażerskiej, przez tylny luk ładowane były bagaże. Przewidziano możliwość transportu 57 pasażerów, a w wersji zwiększonego komfortu, od 30 do 46.

## Służba

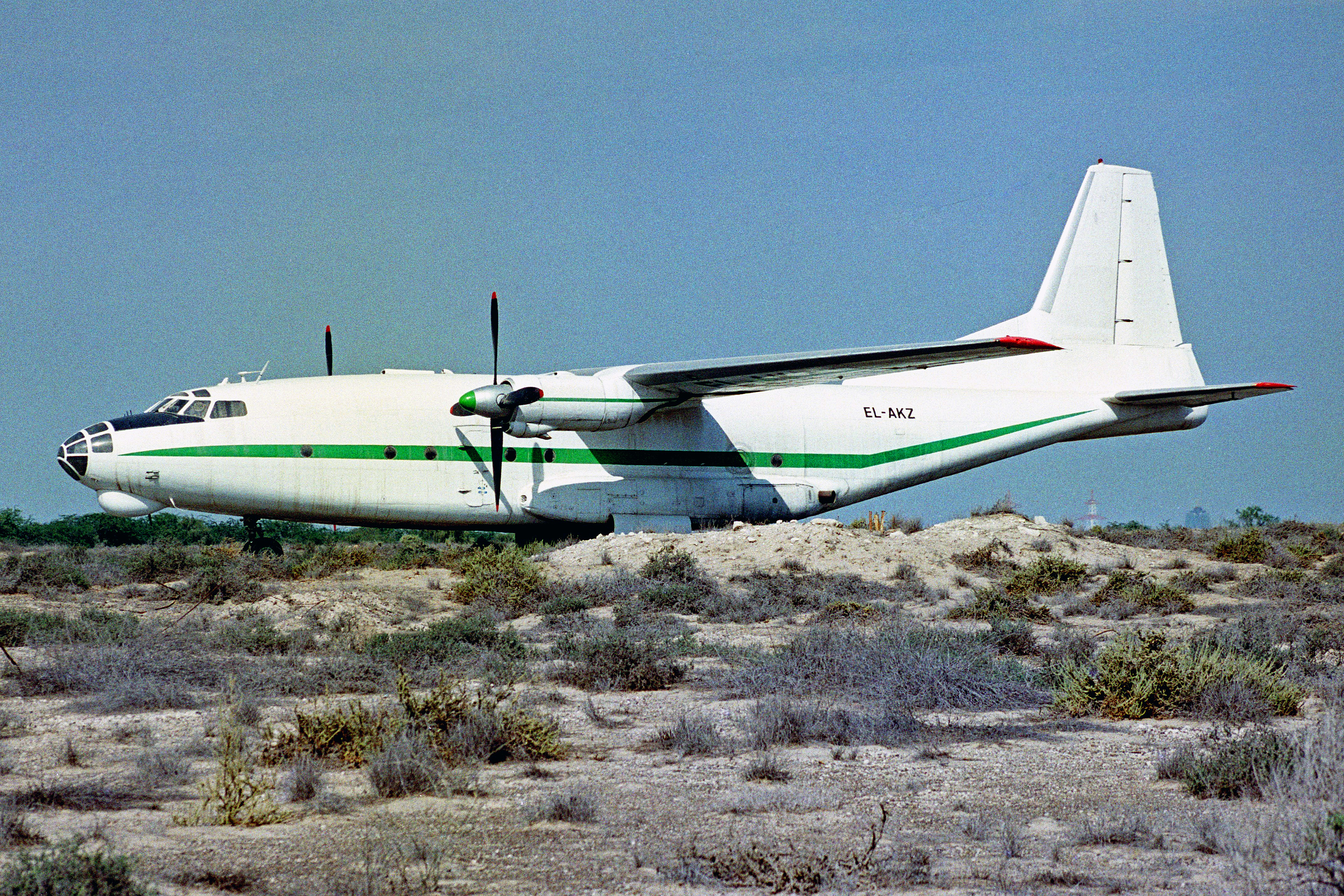
Cywilny An-8

Jedynie trzy pułki radzieckich sił powietrznych zostały w całości wyposażone w An-8. Pierwszym z nich był 374. Pułk Lotnictwa Wojskowo-Transportowego (374. PLWT), podlegający 12. Dywizji Lotnictwa Wojskowo-Transportowego (12 DLWT). Drugim, również należącym do 12 DLWT był 930. Pułk Lotnictwa Wojskowo-Transportowego, który swoje An-8 po raz pierwszy otrzymał w sierpniu 1959 roku. W maju 1960 roku, pod dowództwo 12 DLWT trafił 229. Pułk Lotnictwa Wojskowo-Transportowego i był on ostatnim pułkiem w całości przezbrojonym na An-8. Jego przezbrojenie rozpoczęło się w sierpniu 1960 roku. Podstawowym powodem niewielkiego nasycenia nowymi samolotami radzieckich lotniczych jednostek transportowych był fakt, iż praktycznie równolegle wprowadzane były do linii maszyny An-12. Tak jak w we wrześniu 1960 roku, siły powietrzne dysponowały 92 samolotami An-8 i 84 An-12, tak w kolejnych latach liczba tych ostatnich stale rosła, pozostawiając na nie zmieniony poziomie liczbę An-8. Pomimo zdecydowanej przewagi An-12, który był bardziej elastyczny w użyciu, o większym spektrum masowym przewożonych ładunków, to właśnie An-8 zapoczątkował radykalne zmiany w sposobie szkolenia i wykorzystania radzieckich sił desantowych. Dzięki An-8, po raz pierwszy siły powietrznodesantowe otrzymały możliwość transportowania i zrzutu szerokiego zakresu uzbrojenia. Wymiary komory ładunkowej umożliwiały zabranie na pokład samolotu między innymi dział samobieżnych ASU-57, armaty D-44, wyrzutni pocisków rakietowych RPU-14, samochodów terenowych GAZ-69, ciężarówek GAZ-63. Dzięki tylnej, otwieranej w locie rampie, możliwym stało się desantowanie w pełni wyposażonej dywizji powietrznodesantowej, gotowej do podjęcia walki zaraz po wylądowaniu na ziemi.
W kwietniu 1961 roku 374. PLWT zabezpieczał potencjalne, awaryjne lądowania Jurija Gagarina w trakcie jego lotu w kosmos. Po pomyślnym wylądowaniu Gagarina, pułk jeszcze przez jakiś czas wykorzystywany był do wsparcia realizacji zadań poszukiwawczo-ratowniczych powracających z przestrzeni kosmicznej radzieckich kosmonautów. W 1963 roku, samoloty wzięły udział w prowadzonych na terenie Polski i Niemieckiej Republiki Demokratycznej dużych ćwiczeniach wojsk Układu Warszawskiego, podczas których ostatni raz wykorzystano je do zadań transportowo-desantowych. An-8 był systematycznie wymieniane na potężniejsze An-12. Z pułków lotnictwa wojskowo-transportowego, stosunkowo nowe maszyny trafiały do mieszanych jednostek, samodzielnych eskadr, do dyspozycji dowództw. Eksploatowane samoloty jednie doraźnie naprawiano, nie widząc sensu w remontach głównych, w konsekwencji, do 1970 roku, 80 maszyn zostało wycofanych z eksploatacji, zezłomowanych. Pozostałe samolot wojsko przekazało cywilnym operatorom, państwowym jednostkom spoza siłowych departamentów. W takim stanie pozostałe samoloty doczekały rozpadu Związku Radzieckiego. Po upadku ZSRR, nadające się jeszcze do lotu samolotu, w większości przypadków sprzedano prywatnym użytkownikom w Afryce, do krajów o znikomym nadzorze lotniczym i liberalnych przepisach dotyczących eksploatacji statków powietrznych. W efekcie wiele egzemplarzy, które dotrwało do tych czasów, uległo katastrofom i awariom. W 2004 roku ukraiński Lotniczy Kompleks Naukowo-Techniczny im. Olega Antonowa, odmówił kontynuowania prac remontowych na pozostających w służbie samolotami An-8, co de facto oznaczało kres ich legalnego użytkowania.

## Konstrukcja
An-8 jest całkowicie metalowym, wolnonośnym górnopłatem z klasycznym usterzeniem. Kadłub o półskorupowej konstrukcji. Hermetyzowana kabina załogi oaz stanowisko tylnego strzelca, przedział ładunkowy niehermetyzowany. Kabina załogi chorniona była pancernymi płytami umieszczonymi w podłodze i po bokach kabiny, oaz fotelami z opancerzonymi oparciami i zagłówkami. Skrzydła dwudźwigarowe wyposażone w dwuszczelinowe klapy z deflektorem i dwuczęściowe lotki z trymerem. Usterzenie klasyczne, wolnonośne, dwudźwigarowe. Podwozie trójzespołowe, chowane, z przednim podparciem. Goleń przednia, dwukołowa, chowana do wnęki pod kabiną załogi. Golenie podozia głównego, każde z czterokołowym wózkiem, chowane do bocznych sponsonów. Opony niskociśnieniowe, dzięki czemu samolot mógł operować z nieutwardzonych pasów startowych. An-8 napędzały dwa silniki turbośmigłowe AI-20D. Był to pierwszy radziecki, wojskowy samolot transportowy z tego typu jednostkami napędowymi. Silniki napędzały czterołopatowe śmigła AW-68D o zmiennym skoku. W lewym sponsonie, obok wnęki na wózek podwozia głównego, umieszczono turboprądnicę TG-16, dzięki której załoga mogła uruchomić silniki bez korzystania z infastruktury lotniskowej. Załoga składała się z dwóch pilotów, nawigatora, radiooperatora, mechanika pokładowego i tylnego strzelca.
Stanowisko tylnego strzelca PW-23U znajdujące się w ogonowej części samolotu, wyposażone było w dwa, zdalnie sterowane działka AM-23 kalibru 23 mm.